# Force de défense zambienne
La force de défense zambienne (Zambian Defence Force) sont responsables de la défense de la Zambie. Elles sont constituées de trois branches : l'armée de terre zambienne (en) (Zambian Army), la force aérienne zambienne (Zambian Air Force) et le service national zambien (Zambia National Service).

## Équipements et organisation

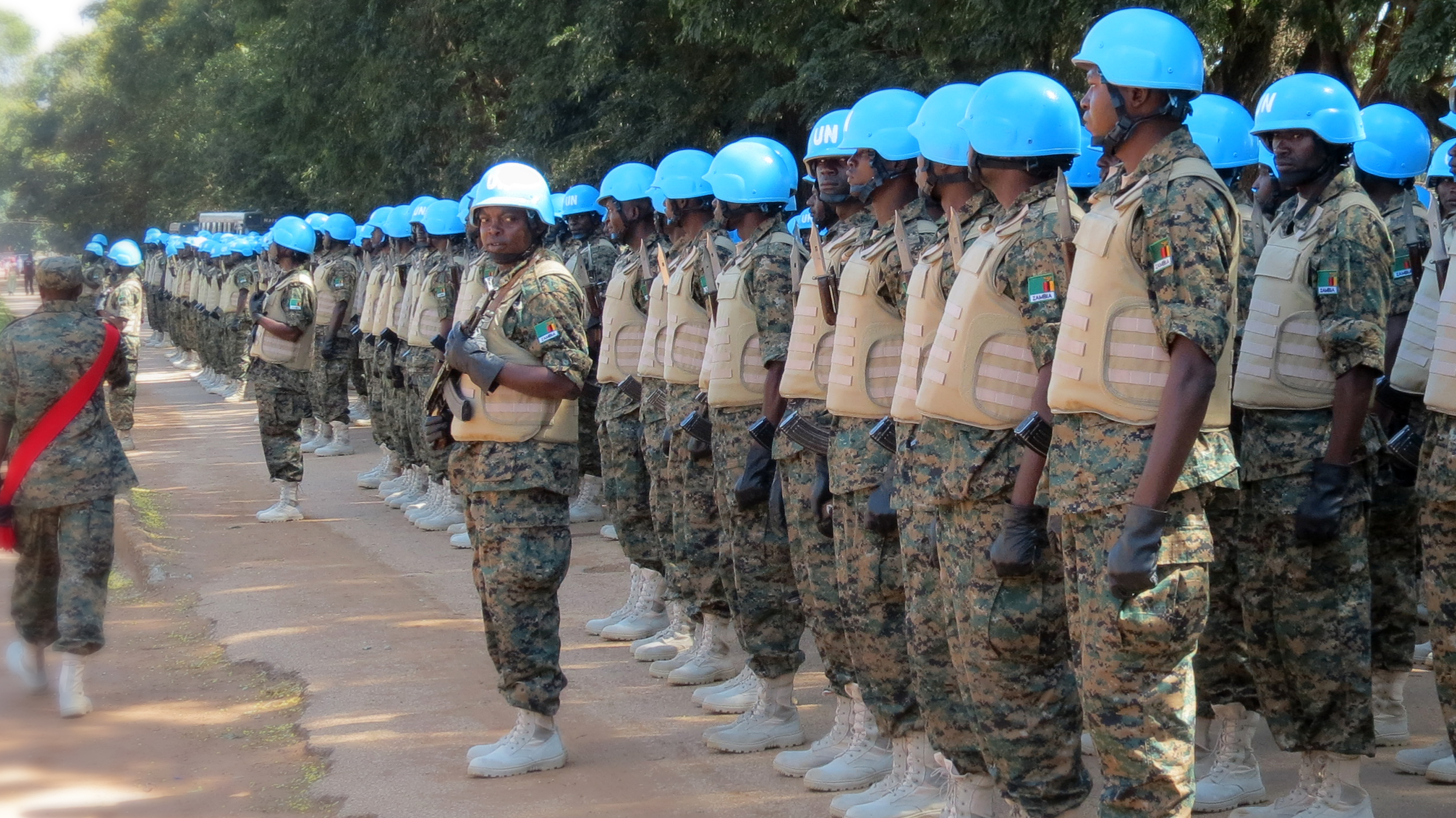
Des soldats zambiens engagés au sein de la MINUSCA en Centrafrique en 2015.

La force de défense est constituée de 15 100 personnels actifs et disposant d'un budget de 42,6 millions de dollars, soit 0,9 % du PNB en 2003.
Elle est divisée en 3 brigades, 1 régiment blindé, 9 bataillons d'infanterie, 1 régiment d'artillerie et 1 régiment du génie.
Elle comprend notamment 20 chars T-55, 50 PT-76, 44 BRDM-2, 13 BTR-60, 20 BTR-70, 50 BM-21 Grad.
L'équipement standard de l'infanterie inclut entre autres : 
- Armes anti-char : RPG-7
- Armes anti-personnelles : FN FAL, AK-47, AKM, HK G3, L2A3, DShK et PKM[1].